# Vîrî, Sarnî
Vîrî (în ucraineană Вири) este localitatea de reședință a comunei Vîrî din raionul Sarnî, regiunea Rivne, Ucraina.

## Demografie
Componența lingvistică a localității Vîrî
     Ucraineană (99,67%)
     Alte limbi (0,32%)
Conform recensământului din 2001, majoritatea populației localității Vîrî era vorbitoare de ucraineană (99,67%), existând în minoritate și vorbitori de alte limbi.